# Híres csíkszeredaiak listája
Ez a szócikk azokat az ismert személyiségeket sorolja fel, akik a Csíkszereda városának területén születtek, illetve más módon kapcsolódnak a városhoz. Lásd még a Csíkszeredaiak kategóriát.

## A város szülöttei
- Adorjáni Bálint (1980) színész

Domokos Pál Péter (1901–1992) tanár, történész, néprajzkutató, a csángók kutatója

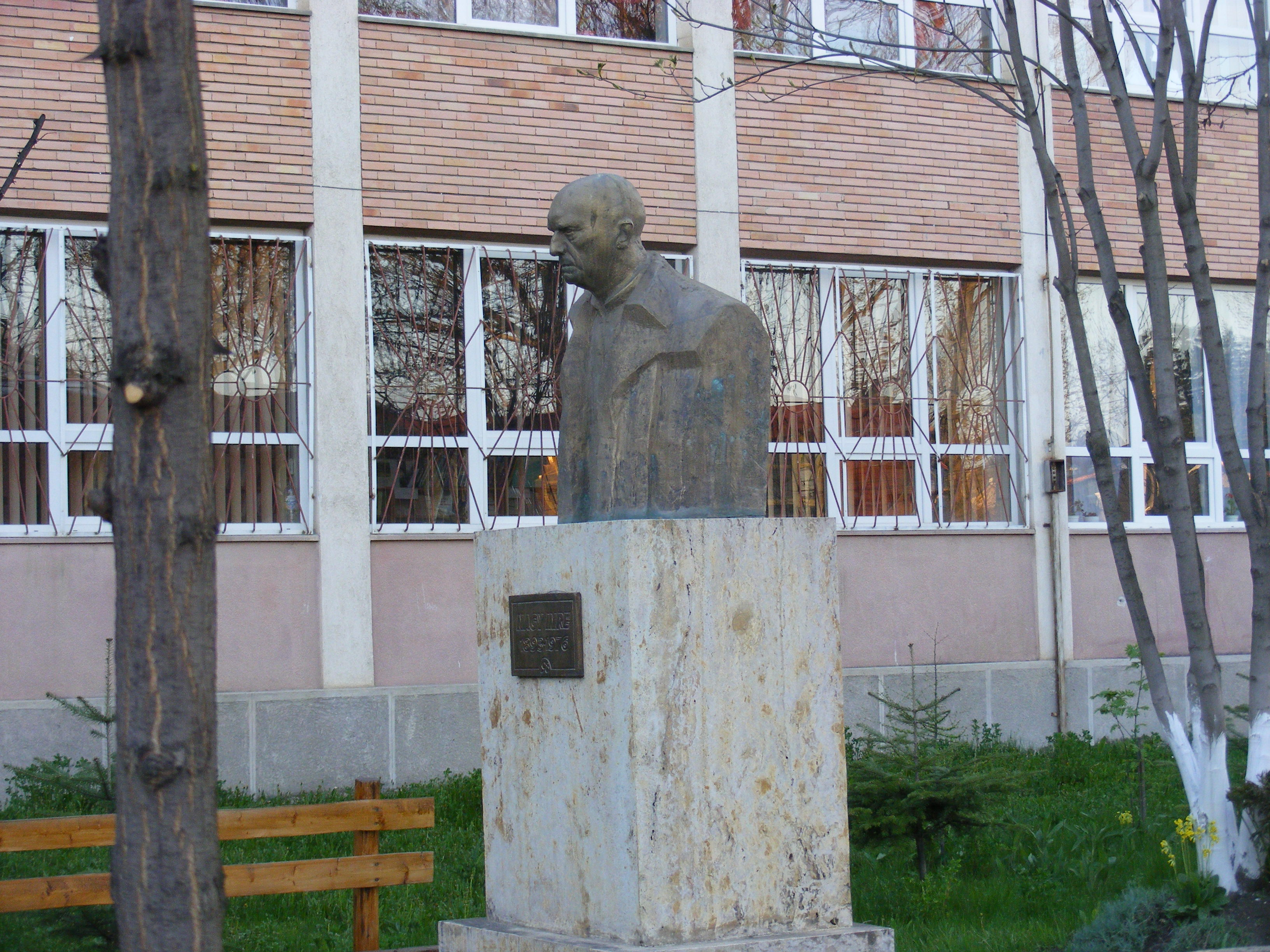
Nagy Imre (1893–1976) festő

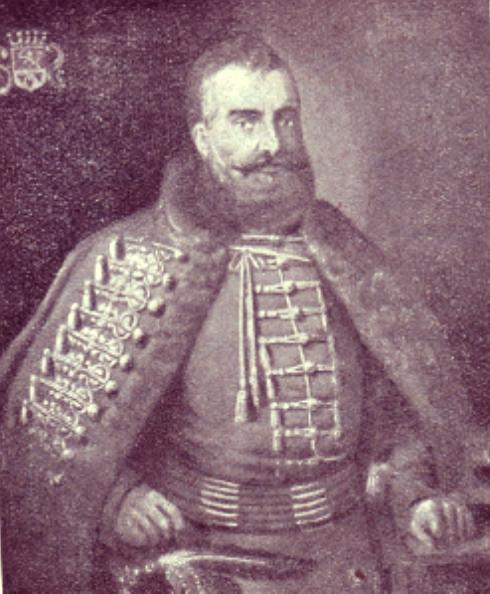
hidvégi Mikó Ferenc (1585–1635) diplomata, emlékiratíró, Csík főkapitánya, Bethlen Gábor tanácsosa

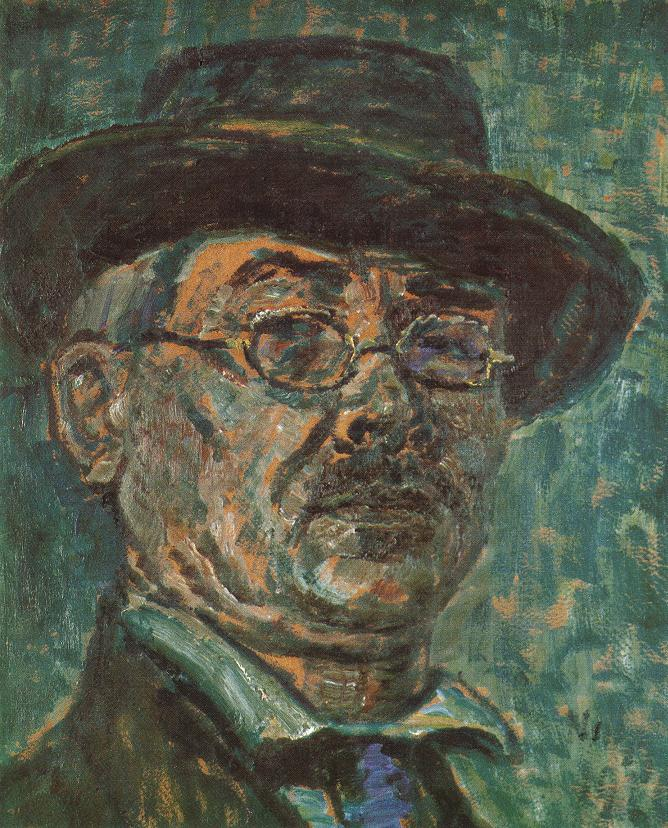
Nagy István (1873–1937) festő

- Ambrus Attila (1967) jégkorongozó, bűnöző (a „whiskys rabló”)
- András Gyula (1942–2017) színész
- András Szilárd (1974) matematikus
- Áts Gyula (1939–2018) színész
- Balázs Tünde (1994) gyorskorcsolyázó
- Bege Antal (1962–2012) matematikus
- Berkeczy László (1925–2009) szobrász
- Bochor Ádám (1885–1973) orvos
- Boér-Sorbán Katalin (1976) informatikus, egyetemi tanár
- Bogdán Zsolt (1964) színész
- Botár Endre (1943) színész
- Botár László (1959) festő, grafikus, designer, formatervező
- Cseh Szabolcs (1942–2014) színész, kaszkadőr
- Csibi Magor Imre (1980) politikus
- Dávid László (1956) villamosmérnök, egyetemi tanár
- Domokos Pál Péter (1901–1992) tanár, történész, néprajzkutató, a csángók kutatója
- Drócsay Imre (1912–2001) festő, grafikus, bélyegtervező
- Élthes Gyula (1885–1957) szerkesztő, jogtudományi szakíró, egyetemi tanár
- Erőss Elek (1816–1900) főjegyző, országgyűlési követ, főbíró, 50 éven keresztül Csíkszereda polgármestere
- Erőss József (1868–1932) történész
- Erőss László (1911–1993) kántortanító-tanár, tanfelügyelő, helytörténész
- Erőss Vilmos Ferenc (1950) tervezőtechnikus, numizmatikus, helytörténész, író, képeslap- és bélyeggyűjtő
- Erőss Zsolt (1968–2013) hegymászó
- Fodor Imre (1937–2015) politikus, Marosvásárhely korábbi polgármestere
- Fodor Sándor (1927–2012) író, műfordító
- Gál Elemér (1929–2007) író, újságíró, szerkesztő, tanár, pedagógiai szakíró
- Gál-Oravecz István (1994) gyorskorcsolyázó
- Gözsy Béla (1903–1979) gyógyszerész, egyetemi tanár
- György Attila (1971) író, újságíró, szerkesztő
- Hajdú Farkas-Zoltán (1959) író, rendező
- Horváth Szekeres István (1975) karikaturista, újságíró
- Imets László (1934) képzőművész, illusztrátor
- Imre Emil (1996) gyorskorcsolyázó
- Kalmár György (1955) színész
- Kelemen Zoltán (1986) műkorcsolyázó, olimpikon
- Keresztes Márton József (1798–1866) ferences szerzetes, tartományfőnök
- Keresztes Szabolcs (1981) színész, zenész
- Korodi Attila (1977) politikus, közéleti személyiség, miniszter
- Kozma István (1896–1951) honvéd altábornagy
- Kozma Szilárd (1953) költő, regényíró, újságíró, asztrológus
- Löffler Aurél (1911–2011) jégkorongozó
- Lukács Tihamér (1980) labdarúgó
- Mihály Árpád (1980) jégkorongozó
- Miklós Edit (1988) alpesisíző, olimpikon
- Miklós Jenő (1945–2008) kémikus, szakíró, parapszichológus
- Müller László (1971–1989) katona, az 1989-es romániai forradalom halottja
- Nagy András György (1905–1982)  orvosi szakíró, közíró, népművelő
- Nagy Borbála (1904–1994) regény- és színműíró, műfordító
- Nagy Imre (1893–1976) festő
- Nagy István (1907–1983) karmester, hegedűművész, zenetanár
- Nagy Katalin (1937–2016) operaénekes
- Nagy P. Zoltán  (1943–2010) fotográfus, fotóriporter
- Néda Ágnes (1939–2024) matematikatanár, szerkesztő
- Oláh-Gál Elvira (1954) újságíró, rádiótudósító
- Pál László (1975) matematikus, informatikus, egyetemi tanár
- Pethő Ágnes (1962) bölcsész, filmszakember
- Potozky László (1988) író, prózaíró
- Ráduly Róbert Kálmán (1968) mérnök, közgazdász, politikus, Csíkszereda polgármestere
- Salamon Júlia (1980) matematikus, egyetemi tanár
- Salat Lehel (1959) színész
- Salló István (1932–2003) szobrász, író
- Simon Attila (1972) költő, lapszerkesztő, tanár
- Szász Endre (1926–2003) festő, grafikus, látványtervező grafikus, porcelánfestő
- Száva János (1949) tervezőmérnök, műszaki szakíró, egyetemi tanár
- Száva Tibor Sándor (1944) gépészmérnök, műszaki szakíró, helytörténész
- Szentmiklósi Ferenc (1912–1993) tankönyvíró, országgyűlési képviselő
- Szopos Sándor (1881–1954) festőművész
- Szőcs Emőke (1985) sílövő, olimpikon
- Tanai Bella (1930–2017) színésznő
- Tófalvi Éva (1978) sílövő, olimpikon
- Vákár Lajos (1910–1993) jégkorongozó, edző
- Venczel József (1913–1972) társadalomkutató, egyetemi tanár, közíró
- Veress Anna (1894–1988) politikus, szerzetes

## A városban éltek, élnek, tevékenykedtek; itt haltak meg
- Albert Antal (1929–2005) újságíró, szerkesztő
- Albert István (1893–?) újságíró, novellista
- Albert Vilmos (1886–1971) pedagógiai szakíró, fordító
- Andory Aladics Zoltán (1899–1990) erdőmérnök, fotográfus
- Antal Áron (1881–1966) történész, író, tanár
- Antal Imre (1931) helytörténész
- Antal Margit (1968) informatikus, egyetemi tanár
- Bajkó Barabás (1916–1985) szülész-nőgyógyász szakorvos, orvosi szakíró, közíró
- Bartalis Ágoston (1866–1935) jogász, közgazdász, szociográfus
- Csiby Andor (1888–1960) jogász, újságíró, szerkesztő, helytörténész
- Duka János (1907–1990) ifjúsági író, folklórgyűjtő, tanító
- Firtos Ferenc (1891–1917) irodalomtörténész, kritikus
- Fülöp Zoltán (1954) Jászai Mari-díjas színész
- Gál Árpád (1935–1972) zeneszerző
- Gözsy Árpád (1861–1931) gyógyszerész
- Gözsy Béla Leó (1827–1876) gyógyszerész
- Gyarmati Zsolt (1970) társadalomtörténész, a Csíki Székely Múzeum igazgatója
- Hunyadi László (1951–2001) színész
- Imets Fülöp Jákó (1837–1912) kanonok, főesperes, tanár, gimnáziumi igazgató, iskolaszervező, könyvtáralapító, író, műfordító
- Izsák Zoltán (1951–2016) biológus, lepideptorológus, tanár
- Kajtsa Ferenc (1904–1980) költő
- Kardalus János (1935–2006) pedagógus, etnográfus
- Kovács Dénes (1920–1977) muzeológus
- Kozán Imre (1897–1984) agrármérnök, mezőgazdasági szakíró
- Kozma Mária (1948) író, szerkesztő, újságíró
- Kristó András (1930–1994) geológus, tanár, földrajzi szakíró
- Lőrincz Ernő András (1900–1985) orvos, szülész-nőgyógyász, egyetemi tanár
- Mikó Ferenc, hidvégi (1585–1635) diplomata, emlékiratíró, Csík főkapitánya, Bethlen Gábor tanácsosa
- Muckenhaupt Erzsébet (1952) muzeológus, könyvtörténész
- Nagy Benedek (1937) közíró, helytörténész
- Nagy György (1895–1961) erdészeti szakíró
- Nagy István (1873–1937) festő
- Olajos Béla (1910–1991) festő
- Olajos Váczy Magda (1909–1999) újságíró
- Orbán István (1900–1958) tisztviselő, a Szoboszlay-féle összeesküvés tagja
- Papp-Kincses Emese (1943–2014) irodalomtörténész, publicista
- Parászka Miklós (1953) rendező, színházigazgató
- Pataki József (1908–1993) történész, egyetemi tanár, az MTA tagja
- Pávai István (1951) népzenekutató
- Sövér Elek (1937–1982) festő, grafikus
- Tamás Imre (1907–1958) és Tamás Dezső (1901–1958), a Szoboszlay-féle összeesküvés tagjai
- Tőzsér József Gyula (1945–2013) könyvkiadó, vállalkozó
- Vámszer Géza (1896–1976) néprajzkutató, művészettörténész, középiskolai tanár
- Vitos Mózes (1847–1902) helytörténész, szerkesztő, római katolikus pap